# Божићна побуна
Божићна побуна (у новије вријеме позната и као Божићни устанак) била је неуспјешна побуна у Црној Гори под вођством Зеленаша почетком јануара 1919. године. Војни вођа побуне био је Крсто Поповић, док је политички вођа био Јован Пламенац.
Катализатор побуне била је одлука Велике народне скупштине српског народа у Црној Гори, познатија као Подгоричка скупштина, према којој се Краљевина Црна Гора безусловно уједињује са Краљевином Србијом која би одмах након тога приступила формирању заједничке државе Срба, Хрвата и Словенаца. Након избора за Подгоричку скупштину, Бјелаши, који су се залагали за безусловно уједињење, бројчано су надмашили Зеленаше, који су били присталице очувања црногорске државности и условног (конфедералног) уједињења.
Побуна је достигла врхунац у Цетињу 7. јануара 1919. године, на православни Божић. Бјелаши, уз подршку Српске војске, поразили су побуњене Зеленаше. Послије побуне, свргнути краљ Никола I био је приморан да упути позив на мир, а одређени број учесника у побуни је затворен послије судског поступка. Неки од побуњеника побјегли су у Краљевину Италију, док су се други повукли у планине, настављајући са герилским отпором до 1929, међу којима се истиче јединица Сава Распоповића.

## Политика Италије и припреме

### Идеја
Прве назнаке у Краљевини Италији од њеног националног уједињења о експанзионистичким покретима, који ће се додуше прво манифестовати закашњелим колонијализмом и неуспјешном жељом за поморском доминацијом, у Европи, а наиме значајно прије од врхунца у виду фашистичког покрета који је замишљао обнову Римског царства, су на Балканско полуострво. Ботаничар Антонио Балдачи, италијански политички и национални идеолог, 15. јуна 1902. године објављује програм за ширење италијанског утицаја на исток. Он се залагао за мирно истраживање, формирање посебних балканолошких екипа које би се бавиле истраживањем с оне стране мора на пољу етнографије и антропологије, као и тамошњим проблемима преисторијског, историјског и археолошког карактера. Тиме би било доказано национално право Италијана на Јадран, а у својим историјским државно-правним заснивањима, делимично посматрајући и насљеђе у виду Млетачке републике.
Антонио Балдачи је у својој публикацији изнио тврдњу да су Црногорци и албанске Геге својим највећим дијелом директни потомци Илира, заузимајући став да би требало радити на просветљавању тих народа и припремати, без већег директног освајачког похода, стварање једне балканске федерације „на илирској основи“ као највеће регионалне силе Балкану, која би била остварена на рушевинама османлијске и хабсбуршке империје, започињући независношћу албанске државе и стварањем уније између ње и Црне Горе. Такав нови политички фактор би се развијао под италијанским утицајним оквиром и, према тврдњама Антонија Балдачија, тамошњи народи би били врло привржени Риму. Требало би нагласити да овај план не представља идеологију италијанског национализма, па нити политику званичне Италије, већ подложни оквир за политику према Југословенима коју је италијанска држава оформила тек у Првом свјетском рату, односно примијенила с његовим крајем и непосредно послије њега.

### Развитак ситуације
Дана 26. априла 1915. године је у Лондону склопљен Лондонски споразум између представника Антанте и Италије, који је довео до извлачења Италије из неутралности и ступања у рат на страни Савезника. Као награда, дијељене су непријатељске територије, и Италији су обећане Истра, дио Далмације, као и сама Албанија. Потребно је нагласити да су краљевине Србија и Црна Гора одбиле да буду учеснице споразума, у име својих јужнословенских сународника који су живјели у Аустроугарској. Краљевина Италија је имала због овог билатералног међудржавног споразума и те какав правни оквир за жаљење и незадовољство које је испољавала у вријеме распарчавања Двојне монархије, као и оправдање за иредентистичку политику и непријатељство према идеји југословенског уједињења, која је имала одређене симпатије код великих страних сила.
Краљевина Црна Гора, која је ратовала на страни Србије односно Антанте, окупирана је и уништена од стране Централних сила током ране 1916. године. Краљ Никола I Петровић је избјегао кришом на брзину са својом родбином и најближим присталицама из земље, што је оставило земљу без државно-правне позадине и довело до великог пада рејтинга црногорског двора и у домаћим и страним очима и започело процесе покрета за уједињење Црне Горе са Србијом, а црногорска војска побијеђена, што је земљи на тлу запечатило судбину. Побједнички Савезници су третирали Црну Гору у преговорима са побијеђенима као дио Аустроугарске, 3. новембра 1918. године Аустроугарска монархија је потписала безусловну капитулацију, а по примирју потписаним потом, за Црну Гору и Боку Которску је организована заједничка Савезничка мисија под командом Франше Д'Епереа са сједиштем у Котору, састављена из неколико хиљада француских, америчких, српских, британских, па и италијанских наоружаних снага. Ријечи Николе и његове Владе у изгнанству поводом развоја ових догађаја нико није слушао, не сматрајући их релевантним фактором. Италијанска војска запосјела је углавном област црногорског Поморја, гдје је појединачно била и најјача. Ту се указала прилика да Италија дјелује на овом правцу. Политика коју је Италија спроводила у овим областима није у својој потпуности представљала очекивање икакве шире успјешности у самој Црној Гори, већ првенствено као адут на преговарачким столовима када су у питању италијанско-југословенски јадрански територијални спорови.

## Судски процеси
Власт се понашала изузетно благонаклоно према губитницима у овом сукобу, што је изазвало врло велике протесте код бјелаша. Никоме није суђено за командну одговорност и свима који су се предали и признали државу су, чак на противљење шире јавности, дати високи положаји - један од зеленашких командира Крсто Поповић је прихваћен у војску, а Јован Пламенац, главни организатор оружане побуне, је прихваћен у радикалну странку и власт, на опште протесте. Краљ Александар Карађорђевић је указом ставио изван снаге највећу казну, смртну, па нико није био осуђен на смрт, без икаквих обзира на злочин. Велики Жупан Зетске области Милован Џаковић је оснивао општинске одборе за народно опраштање, којим су се окупљали оштећени и молили да не подносе кривичне пријаве против потенцијалних зеленашких злочинаца, и популарисала идеја опште амнестије. Све ове мјере су биле усмјерене ка остваривању народног помирења у Црној Гори.
Укупно је осуђено између 200 и 300 Зеленаша, а робију су издржавали у затвору у Зеници, скоро сви директни борци. Осуђени су углавном на казне од 4 до 20 година затвора, с тим што је један број добио и доживотну робију у лаким ланцима. Приликом суђења се посебно узимала тачка 59, по којој је свака казна морала бити умањивана јер је сматрано да су извршиоци кривична дјела учинили под притиском команде, односно слушањем наређења. Посљедњи судски процес против зеленашких оптуженика је одржан на Цетињу 25. новембра 1924. године, када је од 23 оптужених 5 осуђено на доживотну робију у лаким ланцима, а остали на 4-20 година затворске казне. А када су, интересантно, током изрицања пресуде и спомињања краља Александра сви оптужени узвикнули „Живијо краљ!" у његову част на иницијативу Радојице Никчевића, који је сам добио доживотну. Осуђеници на доживотну робију и најдужу затворску казну су углавном пуштани раније масовним дијељењем помиловања од стране краља Александра I, укључујући поменутог Р. Никчевића послије неколико година, као и једног од знаменитијих Зеленаша, Новицу Радовића, осуђеника на 20 година који је помилован послије 9. Нико од Бјелаша није био осуђен нити окривљен, па ни осумњичен за злочине.

## Историјска ретроспектива и контроверзе
Споменик палима на Бадњи дан 1918. откривен је на Цетињу 19. октобра 1924.